# Wilhelm Bölsche
Wilhelm Bölsche, född 2 januari 1861, död 31 augusti 1939, var en tysk författare.
Bölsche populariserade naturvetenskapen, särskilt Ernst Haeckels rön, i talrika skrifter, såsom Das Liebesleben in der Natur (1898-1903, svensk översättning i 2 band 1906), Der singende Brunn (1924). På svenska utkom även Skapelsedagarna (1907). Tillsammans med Julius Hart utgav han 1907 Heinrich Harts samlade verk.